# 100266 Sadamisaki
100266 Sadamisaki è un asteroide della fascia principale. Scoperto nel 1994, presenta un'orbita caratterizzata da un semiasse maggiore pari a 2,6607612 UA e da un'eccentricità di 0,2245182, inclinata di 13,03497° rispetto all'eclittica.